# Kołbiel (przystanek kolejowy)
Kołbiel – przystanek kolejowy w miejscowości Karpiska, około 4 km od Kołbieli, w województwie mazowieckim, w Polsce.

## Ruch pasażerski[1]
| Rok  | Wymiana pasażerska na dobę |
| ---- | -------------------------- |
| 2017 | 200-299                    |
| 2018 | 200-299                    |
| 2019 | 200-299                    |
| 2020 | 150-199                    |
| 2021 | 200-299                    |
| 2022 | 300-499                    |
| 2023 | 300-499                    |

## Historia
Przystanek był do połowy lat dziewięćdziesiątych XX wieku położony na 39,758 km linii numer 7, około 2 km na północny zachód od obecnej lokalizacji, tuż przy wiadukcie drogi krajowej nr 50. Pozostałości przystanku są zarośnięte i nie nadają się do użytku. Obok starej lokalizacji przystanku znajduje się nieczynny przejazd kolejowo-drogowy, używany w czasie remontu wiaduktu. 
| Przewoźnik | Linia | Trasa |  |
| ---------- | ----- | --- |  |
| KM         | R7    | Warszawa Zachodnia - Warszawa Śródmieście - Warszawa Wschodnia - Warszawa Wawer - Warszawa Falenica - Otwock - Celestynów - Kołbiel - Pilawa - Dęblin |  |